# ARIEL (小説)
『ARIEL』（エリアル）は、笹本祐一による日本のSF小説。イラストは鈴木雅久。ソノラマ文庫（朝日ソノラマ）より1987年3月から2006年2月まで刊行された。

## 概要
1986年から雑誌『獅子王』にて連載され、1992年の同誌休刊後は文庫書き下ろしとなり、2004年に全20巻52話をもって完結した。過去にはOVA化、オーディオドラマ化もされている。2005年に星雲賞（日本部門・長編作品）を受賞した。2007年12月以降、文庫版2冊分の合本+書き下ろしがソノラマノベルス名義で朝日新聞社より再刊行、2014年には新規創刊された朝日エアロ文庫で、書き下ろし部分だけが文庫本3冊で刊行された。
物語の特徴として、巨大ロボットもの、侵略もの、スペースオペラをベースに、ファーストコンタクト、タイムトラベルなどのSF的な要素が盛り込まれており、また全52話の構成（TV番組の1年間4クールの放送話数）となっている。

## あらすじ
| 巻       | サブタイトル                                   |
| -------- | ---------------------------------------------- |
| 1        | 第1話 狙われた惑星                             |
| 1        | 第2話 宇宙からの挑戦                           |
| 1        | 第3話 怒りの受験生                             |
| 1        | 第4話 年末宇宙人                               |
| 2        | 第5話 タイム・トラブラー                       |
| 2        | 第6話 市場最大手の侵略〔前編〕                 |
| 2        | 第7話 市場最大手の侵略〔後編〕                 |
| 2        | 第8話 市場最大手の侵略〔完結編〕               |
| 3        | 第9話 ＡＲＩＥＬ対機娘々                       |
| 3        | 第10話 愛は銀河を越えて                        |
| 3        | 第11話 続・タイムトラブラー                    |
| 4        | 第12話 星のシャルロット                        |
| 4        | 第13話 決算大戦略⸺年度末調整編⸺                |
| 4        | 第14話 決算大戦略⸺受験生の逆襲⸺                |
| 4        | 第15話 エリアル番外編 戦え！ 秘密戦隊エリアル3 |
| 5        | 第17話・第18話 女子高生西へ（前・後編）        |
| 6        | 第19話 キャリア・ガールは振り向かない          |
| 6        | 第20話 ロング・ディスタンス・コール            |
| 6        | 第21話 たった一人の侵略                        |
| 6        | 第22話 ウェディングベルは誰のために            |
| 7        | 第23話 新たなる侵略者                          |
| 7        | 第24話 我が友、宇宙人                          |
| 7        | 第25話 プロジェクト・Ｈ                        |
| 7        | 第26話 地球防衛軍の逆襲                        |
| 8        | 第27話 エリアル最期の日                        |
| 8        | 第28話 女子高生の危険な温泉旅行                |
| 9        | 第29話 復活の日々                              |
| 9        | 第30話 星から来た魔女                          |
| 10       | 第31話 伝説の復活                              |
| 10       | 第32話 星を喰らう怪物                          |
| 10       | 第33話 超新星の夜                              |
| 11       | 第34話 八月六日のＢ‐29                         |
| 11       | 第35話 八月七日のファットマン                  |
| 11       | 第36話 八月八日の開戦前夜                      |
| 11       | 第37話 八月九日の戦争                          |
| 12       | 第38話 女子高生の危険なアルバイト              |
| 13       | 第39話 昨日の時計と明日の記憶                  |
| 14       | 第40話 帝国の脅威                              |
| 14       | 第41話 戦士の帰還                              |
| 15       | 第42話 侵略の構図                              |
| 15       | 第43話 燃える宇宙                              |
| 16       | 第44話 対宇宙人諜報監視網                      |
| 16       | 第45話 開放前夜                                |
| 17       | 第45話 開放前夜（承前）                        |
| 17       | 第46話 ファースト・コンタクト                  |
| 18       | 第47話 踊るセレモニー                          |
| 19       | 第48話 グランド・フィナーレ                    |
| 19       | 第49話 帰還軌道                                |
| 20       | 第50話 国連脱出作戦                            |
| 20       | 第51話 ＳＣＥＢＡＩ最終決戦                    |
| 20       | 第52話 星へ続く道                              |
| 番外編 1 | #1 謎の実験戦艦                                |
| 番外編 1 | #2 ルキフェラス出航                            |
| 番外編 1 | #3 ルキフェラス対第三艦隊                      |
| 番外編 2 | #1 家出艦長の里帰り                            |
| 番外編 2 | #2 幸せに効く薬                                |

国立科学研究所ことSCEBAI（スケベイ Science、Chemical、Electronics、Biochemical and Aerospace Industry）の所長、岸田博士は、女性型の巨大ロボット兵器ARIEL（エリアル ALL ROUND INTERCEPT & ESCORT LADY：全領域邀撃／支援レディ）を開発し、そのパイロットに姪の美亜と孫の絢と和美の3人を指名する。
その頃、銀河帝国から惑星侵略業務を請け負う三流侵略企業ゲドー社は銀河辺境に地球を侵略すべく、アバルト・ハウザー艦長率いる大型宇宙戦艦オルクスを派遣した。
早速、迎撃に出たエリアルは地球よりも遥かに進んだ科学力・軍事力を持つ宇宙人を相手に苦戦するが、辛くも降下兵による攻撃を撃退することに成功する。実はゲドー社は倒産寸前であり、地球侵略が会社を立て直す最後のチャンスであった。また、侵略活動中は、帝国からの報奨金が支給されるため、それを目当てに侵略にもわざわざ日数をかけて攻撃も手加減をする必要があると同時に、経費削減の為にしばしば経理部長が侵略作戦に介入してくる。一方の地球側もARIELの活躍を政府にアピールしつつ地球の精一杯の科学技術を投入して防衛にあたるが、3人のパイロットのうち1人は報酬目当て、1人は専ら面白がって、いま1人は受験生で地球防衛どころではなく精神不安定なままにコックピットに押し込められ、いまいち本気になれない。かくして、やっつけ仕事な侵略行為と、これまたやっつけ仕事な防衛戦闘を繰り返すことになる。
そこへ宇宙の壊し屋「星壊し（スターブラスト）」セイバーやタイムトラベ（ブ）ラー、市場最大手の侵略企業の大艦隊や宇宙海賊、更にはハウザー艦長の姉などが現われ、宇宙人側でも様々な思惑が交差するようになり、地球もその中に巻き込まれていく。
作中の経過時間は、おおよそ一年間である。

## 登場人物
声優の後に付く記号は出演するメディアの違いを意味する。C1…カセット第1巻、C2…カセット第2巻、C3…カセット第3巻、O1…OVA「SCEBAI最大の危機（前・後）」、O2…OVA「接触編 The Beginning」ならびに「発動編 Great Fall」、記号がなければ作品ごとの違いはなく、特に岸田博士、ハウザー、デモノバ、セイバーはカセット第1巻での初回登場時から不動のキャスティングである。

### 地球人
河合美亜（かわい みあ）
声 - 原えりこ（C1、C2）、富沢美智恵（C3、O2）、小山茉美（O1）
エリアルチーフパイロット。岸田博士の姪。大学生。大抵の機械の操作、操縦をこなせてしまうという技能のほかにも色々特技を持っているらしく、極真空手の有段者ともいわれるスーパーガール。体力、知力、精神力のいずれも常人離れしているが一介の大学生であるはずの美亜がなぜそのような能力を有しているかは作中では一切説明がなされていない。本人は、やれる事はなんでもやっておく主義、と自称している。豪胆な性格ながら常識人で、とことんマイペースな岸田博士には振り回され気味。絢と和美にとっては姉のような存在で「みゃあちゃん」の愛称で呼ばれている。当初は絢と共にエリアル搭乗を嫌がっていたが、岸田博士に買収され、バイトの一環として搭乗を承諾するようになる。2輪のエグリターゲットと4輪のケーターハムスーパーセブンを所有するなど金遣いが荒いため、常に複数のバイトを掛け持ちしている。イラストでは当初はストレートのロングヘアだったが、途中のイラスト変更で最も印象が変わったキャラ。
物語開始時点では「フェニックス・マンション」に居住していたが、機娘々騒動で破壊された（乗員が脱出した戦闘機が墜落した）後は（バイト代として負担する事になっていた生活費の節減を目論む岸田博士の陰謀により）安下宿「旭荘」5号室に転居。更に隣の4号室には「星壊し」セイバー、6号室にはオルクスの地上支部が入居し、彼女の「優雅な生活」はぶち壊しとなってしまった。部屋の整理は苦手で、室内は雑多なガラクタが散乱して足の踏み場もない。
物語終了後は、岸田博士が入手した超光速宇宙船「摩利支天」での銀河系調査旅行・第一次先遣隊に参加する。
劇中ではほとんど下の名前のみで呼ばれる（「美亜」「美亜さん」など）。そのため作者もうっかりしたのか、マックスウェルと時間のゆがみを修正するために過去の自分に会いに行った際、「岸田美亜！」と呼びかけている。
岸田絢（きしだ あや）
声 - 渡辺菜生子（C1、C2）、水谷優子（C3、O1、O2）
最初はエリアルパイロットであったが、初出動時に彼女の操縦の影響でエリアルがダメージを被った為、急遽に砲手に変更された。岸田博士の孫。岸田家の長女。都立井の頭西高校3年から大学受験に失敗して浪人。文系の悩める受験生。岸田博士の最愛の妻、あゆみの孫娘であるというだけの理由でエリアルのパイロットにされ、延々と受験の邪魔をされ続けた悲劇の人。成績は悪くないようだが緊張に弱くまじめすぎて要領が悪いところがある。終始エリアル搭乗の要請を断るが、拒否できた事は一度もなく、時にはほとんど拉致同然に連行されている。「どうせ私は不幸な星の下に生まれたのよ!」が決め台詞。暗記が得意で、エリアルの操作法も何のかのと言いつつ結局覚えてしまった。お約束通り、一旦ぶち切れると最も凶暴な性格になり、試験に落ちた腹いせに超高出力自由電子レーザー砲を含むエリアルの全兵装を乱射して、SCEBAIの施設を完膚無きまでに破壊し尽くした事がある。これでエリアルに乗せられる事は無いと思っていたが、（お約束通り）岸田が万が一に備えて地下に建設していた予備の施設をスイッチ1つで出現させてしまい、がっくりと肩を落とす。
タイムトラベラー「ユリ・シギア」と出会って以来、仄かな思いをお互いに抱いていたが、ユリは時間管制局に捕まってしまう。物語終了後、更に一浪した後に第一回の留学生として核恒星系の大学へ留学し、卒業してから2年後にユリ・シギアと再会する。
岸田和美（きしだ かずみ）
声 - 富沢美智恵（C1、C2）、横山智佐（C3）、林原めぐみ（O1、O2）
最初はエリアル砲手であったが、後に操縦手に役割交代。岸田博士の孫。岸田家では絢と和美は両親、更には祖父である岸田博士とも同居しているが、両親の描写は希薄。父親が岸田の息子である（絢と母親の会話で、あゆみの写真を見て「お父さんの、お母さまのあゆみさん」と母が言っている）。岸田家の次女。白由希女子学園高校テニス部所属（補欠）。天真爛漫な無敵の女子高生。姉の絢とは正反対の性格でお気楽で能天気な所がある。酒に強い。エリアルの正規パイロットになる事については唯一人最初から（面白半分に）快諾している。その反射神経は侮れず、天性の勘だけでエリアルの操縦をこなしている。
岸田博士（きしだはかせ）
声 - 阪脩
SCEBAI（スケベイ）創設者・所長にしてARIEL開発者であり「虹色の脳細胞」を自称するマッドサイエンティスト。大正生まれ。示現流剣術の有段者。本作の事実上の主人公。ARIELの運用開始当初は予算獲得のためARIELの必要性をアピールすべく、謎の中国人・珍博士に変装して破壊活動を繰り広げたり、政府を敵に回して、ARIELの差し押さえを強制執行する為にやってきた陸上自衛隊の部隊と交戦して撃退した事もある。若い頃に見た映画（活動写真）の悪役たちに憧れ、世界征服を夢見るようになった。愛車はメルセデス・ペンツ300SL「おのろけメルセデス」。飛行機も操縦し、作中ではSR-71で太平洋を横断したり、スペースシャトル・エンデバーもBのサポートを得ながら自らスティックを握った。白衣の内懐から拳銃・自動小銃をはじめ、地の文のノリ次第では、複数の対戦車ロケットランチャーに至るまでなんでも取り出す特技を持つ。下の名前は最後までわからないままであった。当初は宇宙人を倒す事に執着し、様々な破壊兵器を開発してはエリアルに装備させていった。しかし、まともに通用する武器が原爆動力のレーザー砲とギガトン級の水爆（つまり核兵器）だけだと判明してからは、宇宙人との対話を行う方針に切り替える。火星軌道でのオープンフリートでゲルハルトやトマス、ニコラスを相手に堂々たる態度で対等に渡り合い、彼等に深い感銘を与えた。その後、宇宙人の技術を手に入れようとするアメリカを出し抜いて国連本部に乗り込み、地球を銀河帝国に加盟させる事に成功する。行動力は作中の人物でもピカ一で、周囲の人間を誰彼構わずに自分のペースに引き擦り込む事を得意とし、美亜に「地球人の限界を超える事ばかりする」と評された。亡き妻あゆみへの愛情は誰よりも深く、エリアルの機体デザインに彼女の姿を取り入れた事や、メインコンピューターに“AYUMI”と名付けたのも無関係ではない。
第二次世界大戦前（少なくとも、ベルリンオリンピック後）の若い頃は、登戸の第九研究所において池田博士の元で、場合によっては天本や羽那と共に国内外の怪奇現象の調査に従事していた。仙台の奥羽山脈にある奥羽黒山に居た『鬼天狗』の『からくり城』と『神還し』の調査において、約800年前の長期無人試験飛行中に地球に墜落した機動重機熾天使セラフが、ゼネラル・オプチカリクス渉外事業部回収課デネブ支店のユズシーヌ・ミマスが乗った母艦七五九号に回収される事件に巻き込まれる。この事件によって銀河帝国に地球の情報が伝わり、後に侵略権を受注したゲドー社が地球を侵略する事になる。
モデルは円谷特撮などに出演した俳優の岸田森。
『このライトノベルがすごい!』男性キャラクター部門では2005年版で10位を獲得している。
天本教授（あまもときょうじゅ）
声 - 峰恵研
SCEBAI医学研究所責任者。医学博士。岸田博士とは旧制中学時代からの同級（大学は二人とも帝国大学であるが、ソノラマノベルス版によれば岸田は東京帝大（現在の東京大学）、天本は京都帝大（現在の京都大学）であった。）であり、負けず劣らずのマッドサイエンティスト。岸田いわく「人体改造魔」。専門分野も医学にとどまらず、神道無念流、陰陽術や占星術、悪魔学、魔術にも長けている模様。エリアルのマニピュレータは彼の開発した義肢をベースにしており、中国の暗殺拳の基本動作がプログラミングされているともいう。愛車はコブラ427で、所員旅行の際は岸田博士とカーチェイスを演じた。下の名前は最後まで不明。学生時代、あゆみのハートを掴む為に岸田と激しい恋の鞘当てを演じている。岸田とは何かと口論する事が多いものの、彼の一番の理解者であり固い絆で結ばれた親友同士である。
若い頃は陸軍の石井大佐の元で働きながら、国内外の怪奇現象に対応していた。
モデルは俳優の天本英世。
羽那らいてう（はな らいてう）
SCEBAI警備主任。岸田、天本とも古くからの知り合い。南藤家流薙刀の達人で、愛刀「深月」を振るう。その腕前は示現流の達人でマシンガンの二刀流でCQBを申し込んだ岸田博士を正面から叩き伏せ、銀河帝国軍のオープンフリートで開催された武術大会でも上位入賞を果たしたほど。その為、帝国の公式記録に地球人として初めて名前が記録された。通称おばば。常に絣の着物を着ている。愛機は真紅のフォッカー三葉機、通称「れっど・おばば」。海外では「ライチェ」の通称で通している。
若い頃は、岸田と同じく池田博士（「おじさま」と呼んでいるが血縁関係は不明）の元で、表向きは欧州各国の空軍事情、特にドイツ空軍の調査、及び操縦技術の取得に従事していた。
岸田あゆみ（きしだ あゆみ）
岸田博士の亡き妻で、旧姓は小池。エリアルのデザインモデルである。おばばこと羽那らいてうとは同窓生。岸田と結婚する以前、女学校4年生の16〜18歳時点では結核を患っていたが、ある理由により全快。1945年8月9日、長崎市への原子爆弾投下で重傷を負い、程なく他界。エリアル搭載の第6世代コンピューター“AYUMI”は彼女の名にちなんだもの。
西島由貴（にしじま ゆき）
声 - 丸尾知子（O2）
白由希女子学園高校生。通称ユキ。和美の同級生で口が達者。ご都合主義が大好き。宇宙人との交渉では突如才能を開花させ、主役を張る（作者も後に「最も大化けしたキャラ」と述懐している）。夢は世界征服で、性格や言動がダイアナ・ハウザーと良く似ている。物語終了後は、高校を卒業した後、ダイアナに弟子入りしたらしい。
香月英美（かづき えみ）声 - 伊藤美紀(O2)
通称エミ。和美の同級生。どちらかといえば体育会系でややがさつなところもある。「裏番」との噂も。
研究所員A
声 - 小林通孝（C1、C2）、塩屋浩三（C3、O1、O2）
強面、パンチパーマ、サングラスがトレードマークで、白衣を着ていなければヤクザにしか見えない巨漢だが実際には実直で心優しい性格。担当機はおめでたナイトホーク。ランボルギーニLM002を運転することもある。なお研究所員たちの名前は当初は仮称で、初登場時は地の文に「仮に研究所員○としておこう」と記述されていたが、作中でも他の登場人物から「A」や「Bさん」などと呼ばれ、事実上固有名詞化している。コードネームは「アンのA」。
研究所員B
声 - 鈴木勝美（C2）、小林通孝（C3、O1、O2）
優男。SCEBAI職員の中では岸田博士ら三巨頭と並んで登場機会が多い。担当機は水玉ハリアーだが、おめでたナイトホークやアパッチ、ぶっ飛びイーグルなど他の機体に搭乗することもある（アパッチは一度美亜に撃墜された）。愛車はシトロエン2CV6「ぶぎうぎチャールストン」とサイドカーつきのベスパGS200。コンピューター系に強い。美亜がSCEBAIの動向に関して情報収集する際、岸田博士に直接訊く場合を除けば大概はこのBが相手である。自称「みゃあちゃんファンクラブ・会員ナンバーBの1」で、この「会員証」が本人証明となった事もある。コードネームは「ベティのB」。
研究所員C
研究所員A、Bに比べて影が薄い。
園場かぎり（そのば かぎり）
TV局の女性レポーター。エリアル絡みの騒動の現場にヘリコプターなどに乗って出向いてレポートするが、一度ならず撃墜されているが無事だったらしい。

### 宇宙人
アバルト・ハウザー
声 - 塩沢兼人
ゲドー社A級戦艦オルクス艦長で、後日談の番外編ではゲドー社電子戦艦ルキフェラス艦長となる。ニコラスに全艦長一と評される美形。ソノート卿ハウザー伯爵家の長男（他に姉2人、妹1人）にして、第三爵位継承者。高い作戦指揮能力を持ち、極めて劣悪な条件下で一定の実績を上げている事から、辺境の海賊や会社艦隊、帝国正規艦隊から一目置かれており、「タレ目のタカ」の異名で通っている。豪快な性格の姉たちに頭が上がらない。
士官学校在学中に、士官候補生だけの練習巡洋艦で一国の護衛艦隊をかき回事件を起し、これが元で放校処分となり、ゲドー社に入社することとなった。
シモーヌ・トレファン
声 - 平野文
戦艦オルクス経理部長。ゆるいウェーブのプラチナブロンドの触角美女。予算難に悩むオルクスを仕切る敏腕経理部長で、ハウザーに対し好意を寄せているが、一方で経理担当として経費を見る目は厳しく、出費を巡って作戦に介入し、甚だしくは経理部権限で作戦を中止してしまう。経常赤字についての小言が多い。「シリウスのうわばみ」の異名を持つ酒豪。過去にハウザーとのすれ違いに業を煮やしてトムと見合い結婚しようとするが、結婚式場に乗り込んできたハウザーに奪取される。なお、トムとの見合い理由は、彼が大手兵器メーカーゲルニクス社の御曹司だったため結納としてゲルニクス社製の機動兵器群16ダースをせしめるのが目的だった。結果として、このトムとの出会いがハウザー以下、ゲドー社の運命を大きく変えることになる。
デモノバ
声 - 山寺宏一
文字通りアバルトの右腕と言える長命種のオルクス参謀副官で、番外編ではルキフェラス参謀副官。実戦経験豊富かつ常に冷静で、戦術・戦況分析に長けるかなりの切れ者。ただし、女性に相対する局面は極端に敬遠気味。オルクスの使用されていないデッキのひとつを占有し、そこは「参謀殿の地下実験室」と呼ばれている。彼はそこで密造酒の醸造など、怪しげな趣味を満喫している模様。「地球侵略」の仕事を最後に隠退を考えていたが、番外編で契約更新を行い、新戦艦に継続して乗務することとなった。
ナミ・ファランドール
声 - 丸尾知子（O1）
本来オペレータとして応募したつもりが、几帳面で神経質な性格故に適性があった為、本人の希望に関係なく情報部員として採用された新人。オルクス工作員0073として地上任務に就かされ、下宿先「旭荘」の6号室に開設した地上支部を切り盛りし、同じ下宿のセイバー、河合美亜と交流する。実際には学卒でゲドー社に入社して最終学歴は地球の専門学校に相当する模様で、地球人に換算した実年齢は彼女等よりもう少し上であるが、シェラのお目付け役として白由希女子学園に編入させられ、和美達と同級になる。当のシェラがセイバーの追っかけで欠席がちなのに対して一人律儀に通学している。工作員の割には気の弱い性格で、押しの強い由貴たちに強要されて宇宙人のテクノロジーを提供することもしばしば。小型宇宙船に改造された彼女のフォルクスワーゲン・ビートルも主に由貴らの足代わりにされている。浅黒い肌の色と、額にビンディに似た感覚器官を持つエキゾチックな容貌から「インド人」と呼ばれている。由貴たち地球人と付き合った結果、周りに流されながらも地上工作員としての実績を上げている悲劇の人。
ダイアナ・ハウザー
ハウザー家第一子。長女。アバルトの長姉。オフィス・リムゲートの代表。銀河規模での大胆かつ繊細な経営手腕から「リムゲートの眠らない魔女」と呼ばれる。後にゲドー社を買収し、オーナーとなるが、いわゆる「経済屋」である為、軍事関連などの実務には意外に疎いところもある。滅多に帰宅しない父親と病気がちな母親に代わり、実家の伯爵家の経営管理も実質的に行っている。アバルトからは「ダイ姉ちゃん」と呼ばれ、ゲドー社社員からは大ボスと呼ばれている。見合いの破談記録は連続37回に及び現在も更新中で、ゲドー社買収の際に知り合ったトムとは公私ともにいい関係らしが、本人たち曰く、どんな話をしていてもなぜか仕事の話に戻ってしまうらしい。なお、本人の最終目標は銀河征服で、身内にその片棒を担がせようとしている。
シンシア・ハウザー
ハウザー家第二子。次女。アバルトの次姉で、アバルトは「チィ姉ちゃん」と呼ぶ。姉ダイアナと対照的に政治・経済には全く興味なしの研究者肌。核恒星系ユニバーシティのノースロップ研究所在籍。一流のハッカーで、「ノースロップの究極兵器」と呼ばれる。シェラと2人で父親の艦隊の先代の旗艦ジョカを「発狂」させ、廃艦処分に追い込んだ事もある。また、帝国第三艦隊が太陽系で開催したオープンフリートでは制御系コントロールウィルスをばら撒き、全参加艦艇を一気に掌握するという芸当を見せ、番外編では帝国艦隊の統合参謀司令部を完全にダウンさせた。ただし軍の体面などにより、全て公式には認められていない。
シェラ・ハウザー
ハウザー家第四子。三女。アバルトの妹。かつて窮地を救われた事から「星壊し（スターブラスト）」セイバーを慕い、彼を追いかけて地球にまでやって来て、白由希女子学園に転入し、和美達と同級になる。ほとんど触っただけで物を壊してしまう天才的な才能を持っており、たった一人で宇宙海賊の戦艦を行動不能にしてしまうほどであるが、本人にその自覚は全くない。父親は自覚さえあれば超一流の腕利きの工作員にもなれるその才能を惜しんでいる。物語終盤、セイバーが既婚者である事を知って逆上し、ついに降下騎兵を駆ってセイバーの殺害を図る。
ゲルハルト・ソノート・ハウザー
ハウザー家当主。アバルトやダイアナ達の父親。銀河帝国軍第三艦隊の司令官。ソノート卿ハウザー家は銀河帝国でも上級の軍人貴族（爵位は伯爵）の家柄である。辺境の海賊や会社艦隊、帝国正規艦隊では「コンドルの脳髄」の異名で通っている。頑固な仕事人間で家庭をあまり顧みない。当初は「デロルト・ハウザー」と記述されていた事もある（なお、デロルトはハウザーの祖父の名前になった）。あるきっかけで知り合った由貴のことが気に入っているらしい。
エレノア・ハウザー
ゲルハルトの妻でアバルトやダイアナ達の母親。任務で留守がちの夫に代わり、ハウザー家を切盛りする。子供達、特に家出同然のアバルトを案じる心労から頻繁に倒れるようになった。性格は家族の中ではシェラに一番近い。ハウザー家のヒエラルキーの最上位に位置する。
クレスト・セイバーハーゲン
声 - 小杉十郎太
放浪の宇宙戦士。「星壊し（スターブラスト）」セイバーの異名を持つ。単身で銀河帝国正規軍一個艦隊も壊滅させるほどの攻撃力の持ち主。自らのテーマBGMとともに登場し、軍用の秘匿回線であろうがお構い無しに割り込んでメロディを流す。愛剣「銀河流星剣」（単分子で形成されており、決して折れる事は無い）を振るい、「銀河・十文字斬り」で降下兵も一刀両断にする。女子高生を苦手としており、女子高だけは戦場として選ばないという。実は恐妻家で妻には全く頭が上がらない。酒好きで、地球では焼酎がお気に入りらしく、どんぶりや湯呑みでかっ喰らっている。地球での住所は旭荘の4号室。
クレディア・シヴァハーゲン
「星壊し（スターブラスト）」セイバーの同族で幼馴染、妻。通称シヴァ。セイバーの事を宿六と呼んでいる。彼女の祖父はセイバーの師であった。ある意味で、セイバーすらかなわない力の持ち主である。作中で彼女が戦闘に直接参加する機会は無かったが、自身の戦闘力や情報収集・分析の能力もかなりのレベルである様子。オープンフリートでは由貴たちに索敵情報を提供し、間接的に戦闘を抑止した。
ニコラス・フィーラー
地球換算年齢14歳にして侵略企業ビッグ3の大手フログレンス社の第37遊撃艦隊司令を務める天才少年。自称倒錯美少年。ハウザーらからは「変態坊や」と呼ばれる。性格的には極めて問題ありだが、作戦指揮の能力は優秀で、巷説では、フログレンスの研究施設で人工的に「造られた」とも囁かれている。かなり極端な性差別主義者で、女性全般（特に和美）を苦手とする。また酒にも弱く、修学旅行編ではハウザーとの飲み比べに敗れて二日酔いで暴走、自ら降下兵を駆ってシェラたちを追い回すという、倒錯というより錯乱ぶりをみせた。しかししょせんは現場の中間管理職でしかなく、彼らしくもない真顔で美亜に愚痴をこぼしたこともあった。副官（というより小姓）のアラン、ギャバンの2名を伴っていることが多い。
トマス・ゲルニカ
大手兵器メーカー、ゲルニクス社社長レックス・ゲルニカの三男坊。｢謎の三番星トムくん｣の通り名を持つ2本角の美形ヤング・エグゼクティブ。初登場時は政略結婚によるシモーヌ・トレファンの許婚としての印象のみだったが、次第に切れ者ぶりを発揮していく。シモーヌとのお見合いがきっかけで侵略業界に興味を持ち、侵略会社買収（ゲドー社買収含む）や戦争ビジネスでの利益追求を目的として帝国への戦争を誘発すること等を計画した。ゲドー社買収の際に知り合ったダイアナに執心しており、朝帰りを含むデートを何度も重ねており、ハウザーからは命知らずな男と思われている。ゲドー社に対して結納替わりの新型機動兵器群と、（ダイアナとの賭けに負けて）オルクス代艦の新戦艦ルキフェラスを提供したのも彼である。
アーレイ・スタッフォード
ゲルニクス社所属、自家用戦艦グレン・ゲルニカ艦長。元ゲルハルトの部下でアバルトの士官学校時代の教官。通称「騙し討ちアーレイ」。遠慮の無い性格で、雇い主であるトムにもずけずけとものを言う。アバルトの才を惜しみつつ、彼が軍に縛られることなく活躍しているのを内心喜んでもいる。アバルトが放校処分になった事件や幼少時のシンシアがセントラルパーティーにハッキングした一件（本人もかなりの電子戦能力有り）にも関わっており、ある意味、アバルト、シンシアの人生に影響を与えた人物でもある。
ネレイディア・アステイリア
アステル・テイト連邦王室の王女。アバルトの幼なじみで彼が放校処分になるきっかけを作った人物。聡明な人物でアバルト曰く、シンシア以外でダイアナを一言で黙らせた唯一の人物。しかしながら、その聡明さ故に辛い運命をたどることになる。アバルトに対して恋愛感情らしきものを持っていたらしい。
ゲドー社社長
ゲドー社の元社長で現在は経済アドバイザーをしている（オフィス・リムゲートの手伝いをしているとのこと）。見た目は事務畑の平凡な老人であるが、ダイアナにゲドー社の買い手になって欲しいと裏で打診していたことや、ゲドー社倒産後も自身の情報を元にハウザー達に助言を与えていることなどから、それなりのやり手であると思われる。また、ハウザーが放校処分になった直後にゲドー社への入社勧誘を行った。
パスク・ダ・ルマー
地球にやってきた宇宙海賊のボス。ダルマに似た顔とスパンコールを散らしたドテラを身に着けるなど、個性的なキャラクターの中でも一際異彩を放った。元は侵略会社の社長だったが、人身売買などの不正行為を行っていた事が発覚して会社が資格停止処分を受け、宇宙海賊にまで身を落す。海賊らしく強欲な性格をしている他、「無線一発で降下兵を落した」と豪語するほどのだみ声を持っている。最初に地球にやってきた時はシェラを誘拐して身代金を奪おうとしたが、シェラの天然破壊工作で乗艦が自壊し、命からがら逃げ帰っている。2度目の時はオルクスがシモーヌの結婚騒動で地球を離れている時に襲来し、圧倒的な戦力で地球の制圧を図るも、エリアルが乗艦に仕掛けたギガトン級の水爆4発が炸裂した事で大損害を被ってしまい、またしても撤退を余儀なくされている。なお、エリアルが実力で宇宙人を撃退したのはあとにも先にもこの時だけである。
ユズシーヌ・シマス
ゼネラル・オプチカリクス渉外事業部回収課のデネブ支店員。1940年の地球で彼女が起こした行動が銀河帝国による地球侵略のきっかけを作ることとなった。
リーエ
ハウザー家メイド長（長命種族）。メイド長の仕事の傍ら、ハウザー家の電子サービスを一手に統括していた人（シンシア幼少時）。シンシアの面倒を見る傍ら、彼女の持つ技術を教え込んだ人（いわばシンシアの師匠）。前歴は不明だがセントラルパーティーのアップデート状況等を把握し、精巧なダミーを作り上げていたことなどから、おそらく情報泥棒（それも魔法使い級）をしていたものと思われる。

### 未来人他
ユリ・シギア
時間管制局（いわゆるタイムパトロール）に追われているタイム・トラベラー。23世紀生まれ。鴫山悠理（しぎやま・ゆうり）の別名を使う事もある。腕時計型のタイムマシンを所持しているが、いつどこで発明されたものであるかは不明（岸田博士の炭素14法での年代測定によれば製造後3万年以上を経過しているらしい。彼はこれをアパルトマンの屋根裏で発見したという）。核兵器によって地球を2度も壊しかけた人類の歴史を変えるため、長崎にプルトニウム型原子爆弾『ファットマン』を投下する直前のB-29「ボックスカー」を超未来に送ってしまおうと画策する（その前に、枢軸国側にも核開発を成功させて均衡を狙ったり、広島市への原子爆弾投下を阻止しようと試みていずれも失敗した、と語っている）。現れた3度とも絢との淡い心の交流があったが、近い未来に再会がある模様。
ジョー・マックスウェル
時間管制局のエージェント。テキサンのジョーと名乗って美亜達の前に現れ「死神」を自称した。ユリ・シギアが現代に持ち込んでしまった原爆とB29「ボックスカー」を過去に送り、「あるべき歴史」に戻すため岸田博士たちと対立する。後日、またしても岸田博士等の実験によるとばっちりを受けた美亜の「時間のズレ」を解決するために2人で奔走し、SCEBAIの存在しない異次元の日本（現実世界?）へ行き来したりもした。マックスウェルにとっては最後の機会に、美亜との腕時計の交換に応じる。実はバミューダ・トライアングルで謎の失踪を遂げた（という事になっている）アベンジャー雷撃機の編隊の乗員の1人であったらしい。
ラプラス・D・イーモン
時間管制局の幹部。近代から現代を担当している模様。ジョーからは最初「ミスター・メフィストフェレス」と呼びかけられている。派手な展開が好み。調子に乗って喋り過ぎる癖がある。
時間巡査
時間管制局の実務担当者。ジョーの同僚と思われる。陸軍の将校に扮しており、二・二六事件による戒厳令下の東京で、鴫山悠理ことユリ・シギアを逮捕しようとしたが、偶然居合わせた小池あゆみ（後の岸田夫人）と共に逃亡され、これを追って現代へとやって来る。本名は不明で、「時間巡査」は岸田博士に名刺（型対人幻惑弾）を渡され、つられて名乗った名前。SCEBAI内で所員らと大立ち回りを演じるが、ユリが過去へ逃亡したのを感知して直ちに追跡し、以後の消息は不明。懐中時計型のタイムマシンを所持している。
ステグル・グリノフ
時間管制局の協力者であるサラマンダー。ラプラスの頼みを受けて、ボックスカー奪還のためにSCEBAIに対する陽動作戦として召喚された。牙やうろこを持つ老人の姿を取ることもできるが、その真の姿は体長50メートル以上、翼長約100メートルの巨大な火竜。攻撃手段は肉弾攻撃のほか、口から3000度の火炎を吐くこともできる。なお、本作でのサラマンダーは、中世などの魔法使いが四大精霊の一つを人為的に再現するために、ホムンクルスの技術を用いて古代生物の残骸から生み出したものとされている。

## 登場メカ

### ARIEL
- 身長（アンテナ類を含まぬヘルメットの頭頂部までの全高）：40メートル
- 体重（無装備状態の自重）：800トン（次世代型ARIELで600トン）
- 装甲（特殊複合装甲）：キロトン級の核兵器の直撃に耐える
- （大気圏内）飛行速度（設計最大水平飛行速度）：マッハ2.4（慣性制御ユニットを用いればマッハ5.8、理論上の最高速度はマッハ10）
- 機体設計強度：初期型で（プラス・マイナスともに）10G以上
- 走行速度：時速400km以上（慣性制御ユニットを用いない場合）
- 駆動系：複数の高効率超電導モーターを組み合わせてアクチュエータとして使用（試作動骨格第1号で大小合わせて128のアクチュエータ、192個のモーターを装備）
- 電子兵装：第6世代自律型ニューロ光コンピュータ“AYUMI”を搭載（AYUMIは「人工創出による多機能知能」の略語）
- 探査・索敵・観測能力：初期型で米空軍電子戦専用機E-3-セントリー早期警戒管制機の1000倍(次世代型ARIELでは宇宙人の超強力な『ECM』環境下でも探査・索敵・観測できるようにレーダー照射出力が大幅に強化され、『レーダー照射ユニット稼動時』に人間が直近に居れば人体の水分が『電子レンジの原理』にて加熱・蒸発して、即死する程となった)
- 固定武装：高出力X線レーザー（大気圏内有効射程範囲60キロメートル）及び(親指を除く左右両手指先に仕込まれた)出力5メガワット級レーザー合計8門(8門合わせ総出力4万キロワット。宇宙人の機動兵器の宇宙合金には照射部位の残留熱程度の影響しか与えられず、実戦では標的までの位置補正用レーザーポインターとして使用)
- 外部兵装：戦車砲と同じ威力をもち状况に応じて徹甲弾、粘着榴弾、成形炸薬弾などを打ち分ける120mm3連装バルカン砲、300mmロングレンジライフル、（地対地、地対空、空対空戦などあらゆる標的を狙い打つ事が出来る）アマテラス型自己誘導マルチモードミサイル各種、C装備（刀身長20mを超す格闘戦用の剣と盾。剣はチタン合金製だったが後に降下兵の骨格を流用したものとなる）
  - この他、ECG-300B型荷電粒子砲（岸田博士は「原子熱線砲」と呼称。轟天号の搭載兵器から命名）、原子爆弾をエネルギー源とした超高出力自由電子レーザー砲、F兵装（薬液噴射による冷凍砲）等が試験的に使用された他、ギガトン級の水爆を使用した事もある
- 出力（小型・高出力トカマク型レーザー核融合炉）：前期初期型で150万キロワット（204万PS）→前期最終型で300万キロワット（408万PS）→次世代型で500万キロワット（680万PS）
- 戦力：初期型でアメリカ第7艦隊に匹敵する戦力を持つ（単純に第七艦隊と互角というわけではなく、60隻の海上戦力と350機の航空戦力全ての力を有しており、それを時と場所を選ばず行使できるという意味）
- 建造費：原子力空母10隻分（最新鋭戦闘機1000機分）
- その他：
  - 作中にARIELの機体は計3体登場する。初期デザインの試作動骨格は後に「機娘々（めかにゃんにゃん）」に改造され、日本侵略を狙う珍博士（岸田博士の変装）の操作でARIEL中期デザインと交戦し、破壊された。これは核融合炉の代わりに大量の燃料電池を搭載している為、身長が42メートル、重量が1,200トンに増加している（しかしながら飛行ユニット無しでも短時間の飛行が可能である）。
  - 中期デザイン（鈴木のイラストには「ARIEL M1A1」という名称がつけられている）の二号機は、「目」や関節部のデザインが異なるが能力（特に戦闘力の低さ）に大差はなく、ゲドー社の最初で最後の総攻撃を受けて行動不能となった（一応機体は残存した模様）。
  - そしてその二号機の窮地に乱入して救うというお約束で登場した三号機の次世代型ARIELは、Advanced ARIELの頭文字からAA（ダブルA）とも呼称され、外見上は大きな変化は無いが全般的な性能が向上している。ただしセントラル・コンピュータは初期型から“AYUMI”を移植されている[注釈 9]。
  - AAは終盤宇宙人の手によって慣性制御ユニットが追加装備され、性能が飛躍的にアップした。実効質量を10分の1にする事によって、出力が10倍になり強度も10倍に上がる。慣性制御とは、軽量化と、構造の強化と、出力の強化を同時に達成する超技術である。なお、登場時のみ岸田博士が単独で操縦していた[注釈 10]。
  - 口唇部にはダクトが配置されており、ARIELと同スケールの楽器を演奏する事も可能。実際に演奏はしなかったが、ARIEL用のオカリナが作中に登場した。
  - 腕部や脚部の稼動プログラムには、天本教授が開発した神経接続式動力内蔵義手・義足のデータが流用されている。その為、天本の趣味による中国の暗殺拳もプログラミングされているらしい。機娘々の破壊活動には一部これが使用されていると思われる（国会議事堂に風穴を開ける等）。
  - 頭髪は高分子体でできた放熱用の冷却索。当初は単なる建前とも言われていたが、後に強制冷却の為ヘルメットを排除して頭髪を流すという描写が登場するので実用性もある模様。髪型を代える事も可能らしく、「ARIEL COMIC」4巻表紙に三つ編みにしたイラストが書かれている。なお、ヘルメットを着用していないイラストも多い[注釈 11]。
  - 作中の岸田博士と研究所員Bのやりとりで「格納庫の旧型エリアルのパーツを某超大国に売り渡した」という台詞がある。つまりSCEBAIは米国にARIELの試作動骨格（機娘々用とは別物）とARIEL用試作核融合炉およびロボット運用のノウハウという最先端技術を提供したらしい。これが設定のみ存在する米國エリアル(三軍統一命名法に基づく機体開発コード：『F-19』/愛称：『スゥイング・ハーピー(Swing Harpy:揺れる怪鳥)』)だと思われる。ちなみに米國エリアルのスペックは（ARIEL COMIC「米國エリアル『発進！危険な最終兵器』」（原作者である笹本祐一が執筆した掌編）の記述によると）身長50メートル、自重1000トン、「実証型核融合炉：LAF150型」の出力は200万キロワット（272万PS）である。デザインは「企画デザイン工房・戦船（いくさぶね）」（現セタ）による。飛行用バックパックに組み込まれた“GE・アビエーション製GE90-115B・航空機用高バイパスターボファンエンジン”をベースとしたスラッシュ水素燃料型ジェットエンジン複数基と機体の「実証型核融合炉：LAF150型」を組み合わせる事により亜音速巡航能力を獲得。更に機体各所に埋め込まれた球状の「“燃料系統:スラッシュ水素タンク/酸化剤系統:液体酸素タンク”一体型推進剤タンク」及び「エアロジェット・ロケットダイン社製RS-25D再使用型液体燃料ロケットエンジン」が一対になった高機動スラスターノズルを配置し、垂直離着陸能力を実現している。外部兵装は戦車砲と同じ威力をもち状况に応じて徹甲弾、粘着榴弾、成形炸薬弾などを打ち分ける120mm6連装バルカン砲、特殊兵装は(「電磁砲」と呼称される)極超音速砲弾を投射する300mm砲身長射程リニアガンであり、質量兵器が主武装である(“米國エリアル”の諸元及び武器設定は漫画家の伊藤明弘が監修)。
  - ARIELに使用されている小型・高出力のトカマク型レーザー核融合炉は磁気絶縁方式慣性核融合(Magnetically Isolated Inertial Confinement Fusion = MICF)と呼ばれる慣性閉じ込め方式と磁場閉じ込め方式との混合型だと思われる。次世代型ARIEL（AA）の「LAF500型」の核融合炉は旧型ARIELの「実用型核融合炉：LAF300型」に比べて体積に対する発電能力が高い。核融合反応によって生成されたプラズマは超電導MHD発電によって電力に変換している。
  - 珍博士（岸田博士の変装）の白由希女子高侵略の際に身長50cm（センチ）ほどの小型二足歩行ロボットがSF怪奇異形人達（エイリアンズ）として大量に投入されている。このロボットは各個体に人工知能と高効率超電導モーターを搭載しており、ARIELの要素技術が活用されている。
  - ARIELは核融合炉と可変サイクル式スクラムジェットエンジンを組み合わせる事により、垂直離着陸および超音速巡航能力を実現している[注釈 12]。核融合炉の膨大な熱エネルギーを利用する事で、従来の化学燃焼エンジンと比べてはるかに少ないプロペラントで吸入した大気を熱膨張させて推進力に使用でき、（初期型で）自重の数倍（資料によっては5倍）の大推力と大気中での連続長距離飛行能力を発揮している。ちなみにプロペラントはスラッシュ水素である。また、大気圏外ではプラズマロケット(NASAが研究・開発中の「比推力可変型電磁プラズマロケット《VASIMR》(ヴァシミール)」が概念的に一番近い）に推進システムが切り替わる[注釈 13]。余談だがサターンV第1段F-1ロケットエンジン5基の総出力を馬力に換算すると、約1億6千万馬力に達するが、これは現在までのところ人類が開発したものの中では最も高出力のエンジンである。
  - ARIELの試作動骨格である「機娘々（めかにゃんにゃん）」に搭載して実用テストをおこなった荷電粒子砲を、対宇宙人用に強化大型化してARIELの外部兵装としたのが、全装備重量350トン、砲身部と機関部あわせて30メートルを超える「ECG-300B型荷電粒子砲」である。使用時にはARIEL腰部のレーザー核融合炉と荷電粒子砲は伝導チューブで接続される。また、大量の電力を消費するため、電子系統を除いた機動系への接続が一時的に最小限度まで落とされる。ビーム発生部で重金属粒子（クロム酸バリウム）がプラズマ化され、超電導電磁加速機関部で初速を与えられ、3段階の加速を得て収束されて、加速機関部から砲身にかけて火花が散ったかと思うと、砲口から白熱した光のかたまりが飛び出す。宇宙人から見れば原始的な低威力のビーム兵器であり、降下兵の装甲なら充分に耐えられる。直撃の結果、敵・機動兵器に与えた被害は装甲表面処理が一部剥離、及び直撃部周辺に残留熱という程度であり、デモノバの分析では「発光量と手間のわりにおそろしく威力の低いビーム兵器」である。エネルギー総量の少なさと、それを有効に変換するための部品の質の悪さと工作精度の低さが、かなり効率を悪くしているらしい。また、1回発射するのに20秒ほどかかり、実用的ではない。ちなみに、荷電粒子砲1基で最新鋭爆撃機が3機買えるほどの高価なエネルギー兵器である。
  - ARIELが使う全長35メートル、砲身部の最大直径7メートル、自重350トンの自由電子レーザー砲は、核融合炉が生み出す強電力で原爆カートリッジの爆発の際に生み出されるプラズマを電磁的に保持、レーザーに転換して照射するもので、“バックパック式背部ドラム缶サイズ原爆薬莢タンク装備”によりカートリッジ再装填して再発射・連射が可能である（MHD型爆薬発電機の原理：爆発力による磁束圧縮ジェネレータ）。ドラム缶サイズの原爆1発をレーザー砲の薬室で発火させることにより、1回発射分のエネルギーを得る。瞬間最大出力500ギガワット（5億キロワット）のハイパワービームである。ちなみに500ギガワット（5億キロワット）は500GJ（ギガジュール）に相当し、これは広島型原爆（55TJ《テラジュール》）のほぼ0.9％に相当するエネルギーである。
  - ARIELが実現するには複数のアクチュエータと関節をフレキシブルに結合し、複数のアクチュエータが必要に応じて協調し大出力や高速動作を実現する多自由度干渉駆動技術が必要。現実にこの技術は筋電義手の研究開発を行なっている電気通信大学の横井浩史教授が研究している。初期の頃はAYUMI単独のコントロールによる動作しか行えなかったが、この方式は美亜がAYUMIにシミュレータを通じて覚えさせた動作パターンの範囲内でしか行動できず、初期動作試験で発生した膝関節部のエラーから自身を保護しながら歩行を続行する事が出来ず、美亜のアシストを受ける事で行動可能となった[5]。その後、人間のように自立して歩行させる為に、人の「無意識の行動」を再現すべく、AYUMIと駆動部が人の神経系を模した協調動作を行えるように各駆動部へ小型制御装置を組み込み、全周囲をカバーするセンサーの情報と併せて動作シミュレーションを行ったが、「人が設定した条件」では上手く協調動作が行えなかった。岸田博士さえ解決策が見つからない状況において、絢が示唆した「赤ん坊は自分で試行錯誤して歩けるようになる」というヒントを元に、「AYUMI自身に無制限試行させて協調行動パターンを作成させる」という方法によって、人と同等の動作方法を会得する事が出来た[6]。
  - なお、その容姿や顔立ちは岸田博士の亡き妻あゆみに酷似しており、またイラストではかなり豊かな「表情」を見せている（本文中に記述はない）。
  - 本編開始の数十年前の1940年、岸田博士と天本教授および羽那らいてうのSCEBAI創設メンバー3名は仙台の奥羽山脈での『からくり城』と『神還し』の調査にて、約800年前の長期無人試験飛行中に地球に墜落した機動重機熾天使セラフを発見、セラフ回収のために地球に訪れた（ゼネラル・オプチカリクス渉外事業部回収課デネブ支店員である）ユズシーヌ・ミマスと遭遇している。セラフに組み込まれた自動修復システムにより、墜落場所近くの式部村の住人の一部に教育を施し、労働力の対価・報酬として銀河帝国の知識および技術を与えられたのが『神還りの才能』であり、鍛冶屋の甚平の冶金技術による特殊鋼精錬や大工の弥次郎の構造設計技術、村長の式部泰三の高速演算能力に伴う数学的才能と語学的才能などが該当する。SCEBAIのみが50年から100年以上進んだ数世代先の技術水準[注釈 14]を保持している（原作者黙認の）理由でもある[7](ソノラマノベルズ版 マイナス3話『昭和15年のからくり天狗』にて判明した事実であり、『銀河帝国基準で800年前の博物館級の骨董品』レベルである『ゼネラル・オプチカリクス社製機動重機熾天使セラフ』の技術がベースであるARIEL単機[注釈 15]では『寄せ集め降下兵以上通常型降下兵未満』の戦力でしかない)。

岸田博士が全身全霊を趣味に傾注して極秘裏に建造した機動兵器。あくまでも試作品を特殊事情により実戦投入している為、出撃の度に大掛かりな整備と改修が必要という事情（半分は建前）により、兵器であるにもかかわらず運用は民間の（国立ではあるが軍事組織ではない）SCEBAI主体で行われている。だが、これだけの技術と予算を投じながら、ゲドー社の兵器とは技術レベルであっけないくらいに隔絶した差があり、実の所は全戦全敗に近い（地球の兵器としては圧倒的に強いのだが、宇宙人から見れば原始人が作った降下兵でしかない）が、全戦通して損傷の程度が修復不能なまでに至らなかったのが幸いだったと言える。付け加えるなら敵・機動兵器と善戦できたのは寄せ集め降下兵「スクラッパー」との戦闘の時のみである。この「スクラッパー」の諸元は大気圏再離脱はおろか水平飛行すら不可能、かろうじて滑空のみ可能という代物で出力、防御性ともに、通常型降下兵の1/10以下というハリボテだが、デモノバいわく「未開惑星の原始戦力が相手ならそれで充分」とされる。宇宙海賊のパスコ・ダ・ルーマーからも「戦闘強度や頑丈さを無視して設計したような華奢なボディ、被視認性の極めて高い銀白色の塗装。メカニズム剥き出しの原始的な技術、重力制御推進システムも使わない旧式かつ低効率のイオン推進システムといい、パイロットが乗りたがる機体ではない」と評価され、さらに「未開文明の機動兵器の一機やそこらの戦力なんかたかが知れている」と苦笑いされている。ただし、AAは初登場時に、スクラッパーの骨格から製造した剣で降下兵を1機撃墜している。辛くもゲドー社の侵略を撃退した（ように見える）のは、ゲドー社の内部事情によるものである。
パイロットが岸田博士の近親者である理由について朝日ソノラマ版では「どうしてもお前達でなくてはならない」と岸田博士が強弁するだけで終わっている。ソノラマノベルス版ではエリアルの操縦システムの開発にそれぞれが別の時期に関わった（美亜は基本動作、絢はAYUMIの育成、和美は動作パターンの蓄積）というエピソードが追加され、宇宙人の襲来という想定外の事態に最も習熟度が高いパイロットを乗せたことで第1話では何の訓練もなしに操縦できたという理由付けが行われた。
中盤以降は出番が激減するが、最終話においてはじめて主役ロボットにふさわしい『活躍』を見せた。
地球が銀河帝国の加盟に成功した後は、銀河辺境を調査・探索中の地球籍の旧式超光速宇宙船『摩利支天』船首格納庫に自衛用の機動兵器として（銀河帝国の40ｍ級降下兵と同等水準に性能を向上させた）改修型AAが搭載されている。
特定の女性に顔立ちや頭髪まで酷似させた外観デザインはスーパーロボット的とすら言えないものだが、リアルロボットに劣らぬくらい諸元の考証がきっちりとなされている。

### 宇宙人のメカニック
オルクス
ゲドー社所属のA級戦艦で、ハウザー達の拠点。この戦艦が地球の衛星軌道上に直接ワープアウトしてきた所から、物語がはじまる。全長約10キロ、全幅最大1.8キロ、総重量7億6千万トン以上の巨体を持つ。
建造されてから既に200年以上が経過している旧式戦艦で、本来ならとっくの昔に廃艦処分になっている。
しかし、地球の科学力では全く太刀打ちする事が出来ない程の能力を持っており、その気になれば地球を瞬時に破壊する事も可能である。
ルキフェラス
ゲドー社所属の電子戦艦で、オルクス代艦。ゲルニクス社のマーク・ファランドウ級の最新型戦艦で、オルクスと比較して、全長は半分以下、総慣性質量は1割程である。
電子戦装備が充実しており単艦で銀河の半分と戦争が出来るというのが売りである。
ゲドー社所属後にシンシアによって施されたシステムアップデートもあって、セントラルパーティーへの電子攻撃により、名実共に銀河の半分を相手にしても戦えることが実証されてしまう。
アトロポース
ハウザーの父ハウザー提督が座乗する帝国正規艦隊第3艦隊の旗艦（電子戦艦）。並の電子戦艦なら余剰電力でショートさせられるハイパーコンピュータが5台格納されている。
スペックだけならルキフェラスと同等だが、ハウザー提督ら幹部の電子戦への理解が足りず、実戦能力には雲泥の差がある。
ラキシス
帝国正規艦隊第3艦隊の準旗艦。旗艦アトロポースが、ハイパーコンピュータの暴走により制御不能になった際、旗艦機能を委譲された。
バイポーラ
フログレンス社所属の電子戦艦で、ニコラスが率いるフログレンス第三七遊撃艦隊の旗艦。エクサー級。
フリューゲルV（第十九万三千七百四十五ゲルニクスビル）
ゲルニクス社製の次世代機で、トムが仕事（隠密行動）をするときに良く使用する機体である。三機分離合体型で小型戦艦並みの戦力を有する。また、最新型のステルス装備も実装している。
劇中では東京都内に直接軟着陸、そのままゲルニクスの東京支社となった。
コンピュータも統合参謀本部よりもグレードの高いハードを3台も積んでいる。
ライル・ゲルニカIII世／グレン・ゲルニカ
ゲルニクス社の自家用戦艦で、マーク・ファランドウ級電子戦艦。
トムの移動に使用された戦艦である。艦長はどちらもアーレイ・スタッフォード。
フォルクスワーゲン・ビートル型宇宙艇
アメリカ・カリフォルニア州のスクラップ置き場に放置されていたものを回収し、オルクス整備部隊によって地上支部との連絡用に改造を施したもの。地球の公的機関からは「タイプB」と呼ばれている。主にナミが使用するが、和美ら女子校生の足代わりにされることもしばしばで、ハウザーやシモーヌも多用した。見た目こそボロだが、単独で大気圏離脱・再突入、無補給で地球・木星間の往復をこなすなど、この機体ですらエリアルを遥かに凌駕する性能を持つ。サバイバビリティも高く、簡単な修理を行うだけで宇宙を飛行する事が出来る。当初は非武装だったが、アバルトの「自衛用の武器ぐらい積んでおけ！」という鶴の一声で、前部トランクにミサイルランチャー、ヘッドライトにレーザー砲、方向指示機に加粒子砲と小型の機体に見合わない重武装が施された。その使い勝手の良さから、オルクスの装備品では最も活躍する場面が多く、地球侵略完了後も使われ続ける。
降下兵
宇宙人が戦闘用に使用する機動兵器の総称。形状は様々だが、大概は恐竜や怪獣を思わせる姿をしている。ただし、生物兵器ではなく人間が搭乗するメカである。全長は40ｍ～80ｍ以上にも達するが、重力制御推進システム及び慣性制御ユニットによってエリアルを遥かに上回る機動力と攻撃力を持つ。装甲も堅牢で核兵器でさえ効果がなく、エリアルの兵器でさえ効果があったのは核動力の自由電子レーザー砲と降下兵の骨格から製造した剣のみであった。出力的にはアドバンスト・エリアル（AA）の数十倍から数百倍程度と桁違いである。降下兵には、重力制御推進システム及び慣性制御ユニットだけでなく、物質の質量をそのまま純粋なエネルギーに置き換えられる転換炉と呼ばれるジェネレーター、生成したエネルギーを強力な指向性のビームとして射ち出す事のできる兵器などが装備されている。光の速度で発射されるエネルギービームは、一発で地上の大都市をクレーターに変えることもできる。ちなみに、オルクスに搭載された主力機は数世代前の中古品だが、上記の通りエリアルは全く太刀打ち出来なかった。
ガイラス24
第一話で最初に東京に襲来した甲殻類型降下兵。エリアルと湾岸地域で激闘を展開するが、エリアルは二次被害を拡大しただけでまったく有効打を与えられぬまま撤退を許し、自らはバランサーの機能喪失により転倒して果てた。
キャメロン03
翼竜型降下兵。正確にはオルクスに配属されているキャメロンのうちの一機で、事実上のハウザー専用機。
ハウザーの意外に高い技量もあって他のキャメロンより活躍するが、作中ではフォルクスワーゲン型宇宙艇（前述）の方が多用されている。
スクラッパー
固有名詞が唯一明かされている降下兵。予算を使い果たしたオルクスが経費を使わずに法規定の侵略戦闘ノルマを稼ぐ為に、廃品となった降下兵のパーツを寄せ集めてでっち上げた機体。オルクスから自由落下で射出され（というよりただ投棄され）、お茶を濁す程度の「侵略戦闘」を行った後パイロットは脱出、そのまま破棄されるという使い捨て兵器である。当然性能はハリボテと称される程に低いが、それでもエリアル相手には充分すぎる程の能力を持っていた。劇中では3機が製作され、手が空いていたナミが一号機と二号機に、そして三号機にはハウザー自らが搭乗して三度エリアルと戦い、なんとか年度内にノルマを達成した。後に戦場に放棄された機体の骨格からエリアル用の刀が製造される。
無人戦艦
無人で稼動する戦艦。かつての銀河戦乱時代に建造されたもので、味方の識別信号を持たないものを無差別に攻撃していた。特に制御が利かなくなったものは野良無人戦艦（バーサーカー）と呼ばれており、現在でも遭遇した船団や殖民惑星が壊滅する被害が頻発している。
生体兵器
遺伝子変換や改造手術などの遺伝子工学・生化学的手段を用いて戦闘能力を強化した生物の総称。生物であるがための兵器としての不完全さや大きな個体差、高コストなどを要因として作中の一世紀前には実戦兵器としては廃れ、現在では大手動物園や金持ちによって飼育されている個体しか存在しない。
シャルロット
シエラのペットである大型生体兵器（宇宙怪獣）。生体兵器全盛期の末期に作られたガイガー＝ギドラ系生体兵器「マインアギラ」の最終進化型で、星すらも滅ぼせるその能力から「究極の生体兵器」と呼ばれる。サイズは全長約70メートル、翼長約60メートル、推定重量2,000トン前後と降下兵並みだが、持つエネルギー量はB級戦艦に匹敵する。口からの宇宙戦艦の舷側装甲を貫くほどの熱線放射や強力なEMPなどの攻撃手段を持つほか、生身での超光速航行も可能。シエラには従順である。

### SCEBAIのメカニック
航空研・実験航空団に所属する実験用航空機や、開発研究用として自衛隊から研究戦車団に委託された戦車、複数の観測船などを保有している。ほとんどの保有航空機には派手な塗装とそれに沿ったコールサインが与えられている。航空機は元が軍用機なものも多いが、これらは民間機として登録されており、自家用機扱いのものも存在する。また、武装の装備が公式に認可されているのはれっど・おばばのみとなっている。
おめでたナイトホーク
紅白二色で塗られたUH-60D ナイトホーク。自衛隊への売り込みのために来日した機体をSCEBAIが取得したもので、研究機関の保有機でありながら軍用のマルチバンド通信機やデジタル戦闘データリンク・システムなどを始めとする電子戦機並みの装備を搭載している。主な用途は連絡と観測。
どすこいアパッチ
自家用機扱いのAH-64A アパッチ。コールサインが登場するのは「野良無人戦艦の恐怖」のみで、もっぱら単に「アパッチ」と呼ばれている。元は陸上自衛隊への新規装備実験用として取得されたもので、30ミリチェーンガンと換装する形で各種特殊ポッドを装備できるほか、スタブウィングにも武装のほかに縄梯子やスピーカー、強制吊り下げ用フックなどを懸下することも可能。作中では1機が撃墜されており、その後2機目が登場している。
水玉ハリアー
白地に水玉模様のAV-8B ハリアーII。元は評価試験機で、SCEBAI製ソフトを組み込まれたクルーズコンピューターを搭載しており、無人でのホバリングなどが可能。観測機として用いられており、翼下には魚眼、標準、望遠などの各種ビデオカメラ、赤外線カメラ、対地レーダーなどの観測用ポッドを装備するほか、スピーカーやECMポッド、投網、ペイント弾頭ミサイル、調査用貫通弾などの搭載も可能。また、武装として30ミリ機関砲も装備されている。
ももいろエクステンダー
KC-10A エクステンダーを改造し、80センチ反射望遠鏡などの各種光学観測機械を搭載した高空天文観測機。機体はショッキングピンク一色で塗装されており、機首にビキニ姿のピンナップガールが描かれている。また、同型機である「虹色エクステンダー」も存在する。
ももいろビクター
ハンドレページ・ビクターK2を改造した観測機。もとはイギリス空軍から払い下げられたもので、ももいろエクステンダーと同様にショッキングピンクに塗られている。
白黒バッカニア
随伴機として使用されているブラックバーン・バッカニア。なお、SCEBAIではこの機体以外にもバッカニアがもう1機運用されている。
れっど・おばば
赤い唐草模様のフォッカーDrIのレプリカ機。おばばこと羽那らいてうの愛機で、固定武装の7.9ミリ機銃2挺のほか、対戦車ロケット弾ポッド1基を下翼に懸下することが可能。また、エンジンも現代のものに変更されている。
キャバクラハーキュリーズ
ピンクとグリーンの二色迷彩のC-130H ハーキュリーズ。機首にはピンナップガールが描かれている。
SR-71A ブラックバード
高空高速度実験機としてアメリカ空軍から払い下げられたもので、岸田博士の乗機。塗装は空軍時代と同様の黒い耐熱・レーダー吸収塗料だが、機首には羽根を持つ少女のピンナップガールが描かれている。
かっくらアンギラス
SCEBAI所員らによってレストアされたドルニエDo335 プフィール。3年がかりの復元プロジェクトによって機体が完成した後は、所員らの正規業務の合間に飛行テストが行われている。
An-225 ムリヤ
作品中盤で高空テスト機用母機として新たに導入された機体。エンジンをロールスロイス製のRB-211に換装し、航空電子装備も西側のものに変更することで性能向上を図っている。エリアルの推進剤タンク2基を機体上部に搭載することも可能。
マニフレックス
SCEBAIによって試作されている実験用有人型HOPEのテスト機。作中ではまだ完成しておらず、大気圏内での飛行特性テストが行われている。
クレオギャオス
F-14D スーパートムキャットを改造した追跡機。エンジン関係と航空電子機器を最新型のものへ改良することで軽量化が図られており、原型機よりも性能が向上している。武装は撤去され、大出力偵察ポッドの追加を初めとするモニター機材の搭載が行われており、各種航空実験に用いられている。
ぶっ飛びイーグル
航空自衛隊の教導隊が使用していたF-15CJ イーグルを改造した超高空飛行実験母機で、アメリカ空軍のストリークイーグルに相当する。エンジンの出力増強と徹底した機体の軽量化、航空電子機器の更新が行われている。また、超高空での飛行のために反動制御システム（RCS）が搭載されているほか、パイロットは専用の超高空飛行服を着用する必要がある。また、「すっ飛びイーグル」という同型機も存在する。
酔いどれブラックジャック
Tu-160 ブラックジャックを改造した空中発射母機。
ブラックドラケン
スウェーデン空軍から払い下げられたJ35 ドラケンをベースとした追跡機。
ぶぎうぎホーネット
F/A-18 ホーネットをベースとした追跡機。
スターチェイサー
対衛星ミサイルASM-135 ASATを改造した超高速無人追跡機。固体ブースターと本体からなる二段式の機体で、機首（弾頭部分）に観測機器を集中搭載しており、ぶっ飛びイーグルを母機として空中発射される。
クロウラー
エリアルやエリアル用の各種武装、ロケットなどの施設内での移動に用いられる史上最大の超重量物移送車。SCEBAIで使用されている同種の車両の中でも最大大出力の超大型クロウラーで、動力は50万トン級タンカー用の川崎重工製ガスタービンエンジン（軸出力5万馬力）4基。所員が冗談で施した改造によって、この種の車両としては破格である最大速度32 km/hを誇る。通常は電子制御による無人運行がなされているが、有人操縦も可能。発射直前のロケットの至近距離での爆発事故に備えるため、運転席に耐爆ガラスを使用するなど堅牢に作られており、非戦闘用車両ながら戦闘に参加したこともある。
バリアー軌道車
OVA『DELUXE ARIEL 発動編 GREAT FALL』に登場。
エンジン故障によって東京に落下してくるオルクスに対する「山手線トランポリン計画」のためにSCEBAIによって開発された鉄道車両。作動原理は統一場理論に基づいている。複数車両を山手線上の所定駅に配置し2億ジゴワットの電流を流すことによって、山手線内に光や重力などのあらゆるエネルギーをねじ曲げる強力な電磁フィールドを張り巡らせ、地球の重力をバネとしてオルクスを軌道上に押し上げる計画だった。作動には関東一帯の電力を必要とする。
轟天
SCEBAIが運用する調査母艦（海洋調査船）。全長約200 m。動力はギヤードタービン（最大出力16万馬力）で、最大速力は40ノット。原型は第二次世界大戦時に日本海軍によって計画され、終戦によって未成に終わった航空巡洋艦である最上型重巡洋艦の6番艦（伊吹型2番艦）で、戦後にSCEBAIの調査母艦となり、数度の大改装を経て大きく艦容を変え、今なお現役で運用されている。航空巡洋艦時代から受け継いだ後部飛行甲板を用いて、各種ヘリコプターや水上機、カタリナやシーダートなどの調査用航空機を運用しているほか、観測用ミサイルの発射や潜水球や深海潜航艇の運用も可能。自衛目的という名目で巡洋艦時代の15.5センチ三連装砲塔も一番砲塔のみが残されているが、対潜戦闘能力は持たない。
摩利支天（マリシテン）
ソノラマノベルス版の短編に登場。本編のラストでも存在が触れられた、帝国の支配下に入った地球が調査船として購入した中古の超光速宇宙船。船名は摩利支天に由来。銀河辺境の探索と地球の特産品（主に酒と食料）の売り込みを兼ねた航海中で、岸田博士と美亜、研究所員Aなどが乗り込んでいる。元は倒産した訓練センターの練習船だったが、通信・観測機器の強化を始めとする数々の改造が施されており、船首には船体に見合わない規模の大口径ビーム砲（一種のジョークを込めて波動砲と呼称）も搭載しているがハッタリに過ぎず、実際には格納庫として使われている。そして、エリアルも搭載されている。地球籍の宇宙船としてはほかにエンタープライズ、ビーグル号も存在し、こちらは核恒星系を探索している。
マーカライト・ファープ型移動観測用パラボラアンテナ
オルクスとゲドー社地上支部内で交わされている通信の傍受と解析を目的とした機動パラボラアンテナ。パラボラの直径は12メートル。電力は設置場所近辺の電線から供給されており、衛星回線と光ファイバー回線によってSCEBAIとの通信は確保されている。通常は外部に設置される付帯設備は本体内にあり、陸上自衛隊のCH-47J 4機によってそのまま吊り下げ空輸することが可能。
その他の保有メカニック
上記のほかに端役として登場もしくは存在が言及されたものに、B-17G フライング・フォートレス、YB-49A フライングウィング（XB-49とも）、岸田博士の乗機であるF7U カットラス、X-24B、レモンイエロー一色のC-5B ギャラクシー、A-10 サンダーボルトII、ユンカース・スツーカ、電子兵装装備のUH-1S 2機、C-47 ダコタ、C-119 ボックスカー、He111、V-22、フォッカーIII、キャメル、B-52G バフ、飛行制御研究用のSu-35 フランカー、CCV仕様のF-16、震電、ピンナップガールが描かれたミラージュ4000、MiG-31 フォックスバット、アグスタ社製ヘリコプター、緑と赤に塗り分けられた二式大艇といった航空機や、八八式戦車やメルカバ、レオパルド2、ウィリスMB ジープなどの陸戦兵器、艦隊型潜水艦や三段空母仕様の赤城型航空母艦などの調査用艦船がある。

## 用語
侵略会社
銀河帝国から依頼を受けて、帝国に加盟していない恒星系の侵略を行う会社。一種の傭兵組織であり、戦艦や機動兵器の類は全て自前で用意する。侵略といっても無制限に戦闘や破壊を行う訳ではなく、場合によっては対話で帝国に加盟させる事も行う。ただし、そのような行為が可能なのはフログレンスのように経済的に余裕のある大手のみで、ゲドー社のような弱小会社だと帝国からの報奨金目当ての為に戦闘行為を行う、それも日払いの褒賞金を目当てに期限ぎりぎりまで延々と引き伸ばす事になる。なお、侵略完了時には会計年度内の残存報奨金と特別報奨金が一括して即時に支払われるため、経営状態が本当に危うい会社の中には、目先の大金のために総攻撃による即時征服を選ぶものもある。
自滅係数
惑星上に存在する軍事力を示す指標。自滅係数1は惑星内の戦力を惑星の文明の破壊に向けた際、戦力を全て使い切った時に文明が完全に破壊される指標で、帝国内の惑星では通常は1未満に抑えられる。地球の場合、東西冷戦の最中だったので自滅係数が60~100と極端に高かった為、ハウザーもデモノバも呆れていた。

## 既刊一覧

### 小説

#### ソノラマ文庫
- 笹本祐一（著） / 鈴木雅久（イラスト） 『ARIEL』 朝日ソノラマ〈ソノラマ文庫〉、全20巻
  1. 1987年3月31日第1刷発行、ISBN 4-257-76370-1
  2. 1987年8月31日第1刷発行、ISBN 4-257-76386-8
  3. 1988年3月31日第1刷発行、ISBN 4-257-76410-4
  4. 1989年3月31日第1刷発行、ISBN 4-257-76462-7
  5. 1989年6月30日第1刷発行、ISBN 4-257-76470-8
  6. 1990年9月30日第1刷発行、ISBN 4-257-76531-3
  7. 1991年10月31日第1刷発行、ISBN 4-257-76570-4
  8. 1993年9月30日第1刷発行、ISBN 4-257-76655-7
  9. 1995年7月31日第1刷発行、ISBN 4-257-76733-2
  10. 1996年2月29日第1刷発行、ISBN 4-257-76771-5
  11. 1996年7月30日第1刷発行、ISBN 4-257-76783-9
  12. 1997年10月31日第1刷発行、ISBN 4-257-76814-2
  13. 1998年11月30日第1刷発行、ISBN 4-257-76858-4
  14. 1999年10月30日第1刷発行、ISBN 4-257-76889-4
  15. 2000年3月31日第1刷発行、ISBN 4-257-76896-7
  16. 2001年3月31日第1刷発行、ISBN 4-257-76928-9
  17. 2001年6月30日第1刷発行、ISBN 4-257-76935-1
  18. 2002年4月30日第1刷発行、ISBN 4-257-76955-6
  19. 2003年4月30日第1刷発行、ISBN 4-257-76997-1
  20. 2004年1月31日第1刷発行、ISBN 4-257-77011-2
- 笹本祐一（著） / 鈴木雅久（イラスト） 『ARIEL 番外編』 朝日ソノラマ〈ソノラマ文庫〉、全2巻
  1. 「侵略会社の新戦艦」2005年2月28日第1刷発行、ISBN 4-257-77054-6
  2. 「家出艦長の里帰り」2006年2月28日第1刷発行、ISBN 4-257-77066-X

#### ソノラマノベルス
新書としてソノラマ文庫版に手直しを入れて2冊単位で合本し、さらに一巻ごとに書き下ろし一編を併録。但し、理由は不明だがソノラマ文庫版4巻収録の番外編『戦え秘密戦隊エリアル3』は未収録となっている。鈴木雅久の表紙および挿画も新たに書き下ろされている。書き下ろしは「マイナス○話」(○は任意の数字)として第1話以前の時代が、「プラス○話」として本編ならびに番外編終了後の時代を描かれる。
- 笹本祐一（著） / 鈴木雅久（イラスト） 『ARIEL』 朝日新聞出版〈ソノラマノベルス〉、全10巻

1. 2007年12月30日第1刷発行、ISBN 978-4-02-273821-9
2. 2008年2月28日第1刷発行、ISBN 978-4-02-273826-4
3. 2008年4月30日第1刷発行、ISBN 978-4-02-273827-1
4. 2008年6月30日第1刷発行、ISBN 978-4-02-273832-5
5. 2008年12月30日第1刷発行、ISBN 978-4-02-273837-0
6. 2009年7月30日第1刷発行、ISBN 978-4-02-273841-7
7. 2009年9月30日第1刷発行、ISBN 978-4-02-273850-9
8. 2010年1月30日第1刷発行、ISBN 978-4-02-273852-3
9. 2010年8月30日第1刷発行、ISBN 978-4-02-273853-0
10. 2011年5月30日第1刷発行、ISBN 978-4-02-273855-4

- 笹本祐一（著） / 鈴木雅久（イラスト） 『ARIEL EX[注釈 18]』 朝日新聞出版〈ソノラマノベルス〉、2011年7月30日第1刷発行、ISBN 978-4-02-273856-1

#### 朝日エアロ文庫
- 『ARIEL SS 銀河編』2014年11月30日第1刷発行、ISBN 978-4-02-268300-7
  - ソノラマノベルス版の描き下ろし短編から『姫君と士官候補生』『妖精と魔法使い』『令嬢と大泥棒』の3篇を再録したもの。新作書き下ろしはない。
- 『ARIEL SS 地球編』2015年2月28日第1刷発行、ISBN 978-4-02-268305-2
  - ソノラマノベルス版の描き下ろし短編から地球側のエピソード3篇を再録したもの。新作書き下ろしはない。
- 『ARIEL SS 終わりなき戦い』2015年6月30日第1刷発行、ISBN 978-4-02-268310-6

### ARIEL読本
- 2004年8月20日第1刷発行、ISBN 4-257-03701-6
- 用語集などの他新規短編「謎の実験戦艦」・フィギュア付録短編「MIAの捜索指令」「和美の一番長い日」・『獅子王』連載期の単行本未収録短編「イドの中の怪物」を収録。
- 付録に『ソノラマ文庫カセット版　復刻ドラマＣＤ「野良無人戦艦の恐怖」』がある。

### イラスト集
- 『ARIEL ILLUSTRATIONS 鈴木雅久エリアル画集』1989年8月30日発行、ISBN 4-257-03269-3
- 『極楽遊戯 PARADISE PLAY -鈴木雅久画集-』1995年6月30日第1刷発行、ISBN 4-257-03411-4
- 『TROPICO（トロピコ） -鈴木雅久画集-』2002年11月30日第1刷発行、ISBN 4-257-03665-6

### コミック
- エリアルコミック アンソロジーコミック 全14巻、番外編全2巻（絶版）
- こんちこれまたえりある エリアル アウターストーリー Dr.モロー（著）1993年9月発刊（絶版）
  - こんちこれまたえりある - マンガ図書館Z（外部リンク）
- シーズン エリアル アウターストーリー 西野司（著）1993年6月発刊（絶版）

## 関連商品

### OVA
いずれもVHSおよびLDでのリリース形態。前2作については、一応地球の科学技術が宇宙人のそれに及ばない事だけは踏襲しているもののARIELがゲドー社の侵略を撃退するという原作のコンセプトから外れた形となっている。後2作については笹本祐一が自ら脚本を書き下ろした。
ARIEL VISUAL1 SCEBAI最大の危機（前編）
1989年7月21日発売
エンディング「未確認GIRL -Good Innocent Ribbon Lady-」　歌：林原めぐみ
ARIEL VISUAL2 SCEBAI最大の危機（後編）
1989年8月21日発売
エンディング「未確認BOY -Best Oriental Young-man-」　歌：水谷優子
DELUXE ARIEL 接触編 THE BEGINNING
1991年1月21日発売
オープニング「エリアルのうた」　作詞：銀河一 / 作曲・編曲：田中公平 / 歌：少年少女合唱団みずうみ、国立科学研究所合唱部（二軍）
エンディング「危ない土曜日」　作詞：安井かずみ / 作曲：森田公一 / 編曲：田中公平 / 歌：ARIEL（富沢美智恵、水谷優子、林原めぐみ）
DELUXE ARIEL 発動編 GREAT FALL
1991年4月21日発売
オリジナルフィルムの所在が長らく不明となっていたが、2023年に事業を終了した東京現像所のフィルム原版返却作業において発見され、2024年7月にHDリマスターBlu-ray BOXが発売される。
OVA「ARIEL -エリアル-」Blu-ray Archive BOX
2024年7月26日発売。
OVA全4話およびLD版の映像特典「ARIEL海外版プロモーション・タイプ」「エリアルのうた カラオケバージョン」「岸田博士のARIEL講座」がビデオマスターからのアップコンバート版で収録され、また「ソノラマ文庫カセット版」全3巻を収めた特典DVDが付属する。

### CD
- ARIEL AUDIO1 SCEBAI最大の危機（前編）
- ARIEL AUDIO2 SCEBAI最大の危機（後編）
- 危ない土曜日（シングル）[注釈 19]
- DELUXE ARIEL 正規ユーザー・サポートパック

### カセット文庫
ソノラマ文庫カセット版
カセットテープ所収のオーディオドラマ
- ARIEL
- ARIEL II 幻影の侵略
- ARIEL III 野良無人戦艦の恐怖

### モデルキット
グッドスマイルカンパニーが展開しているモデルキットシリーズ「MODEROID」にて、メインメカ「ARIEL<エリアル>」をモチーフとした「MODEROID エリアル C装備」が2019年5月発売、「MODEROID エリアル 飛行ユニット装備」が2019年9月発売。